# Jan Ackersdijck

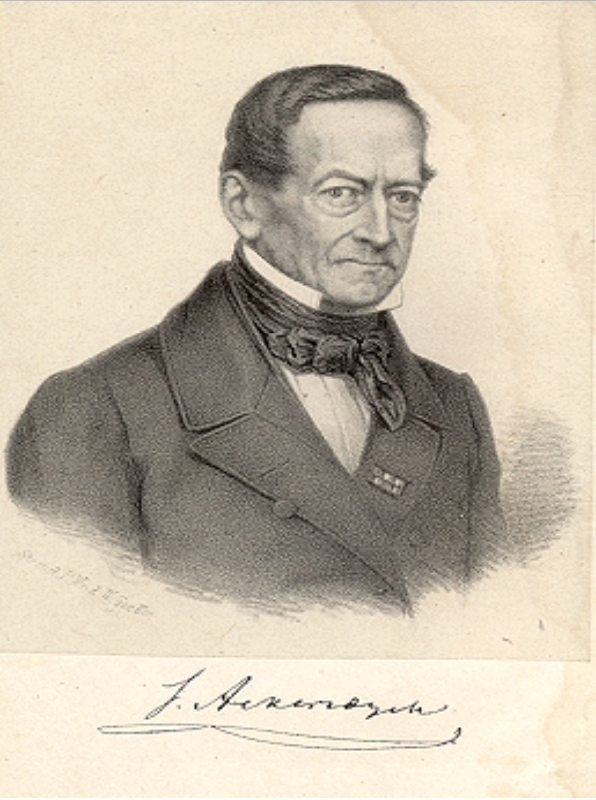
Jan Ackersdijck.

Jan Ackersdijck ('s-Hertogenbosch 22 oktober 1790 - Utrecht 13 juli 1861) was een Nederlands jurist en econoom en hoogleraar staathuishoudkunde aan de Universiteit Utrecht. Hij was een van de eerste geleerden op het gebied van staathuishoudkunde en statistiek in Nederland.

## Levensloop
Ackersdijck stamt uit een oude regentenfamilie. Zijn vader Willem Cornelis Ackersdijck was advocaat en Secretaris van 's Hertogenbosch, die zich later op zijn letterkundige studie richtte. Na de Franse en Latijnse school in 's-Hertogenbosch, studeerde hij vanaf 1807 aan de Universiteit van Utrecht, waar hij in 1810 promoveerde in de rechten.
Aanvankelijk wijdde hij zich te Utrecht aan de rechtsgeleerde praktijk; later vervulde hij rechterlijke betrekkingen en daarna begon hij zijn academische carrière in Luik in 1828. In 1840 werd hij hoogleraar in de staathuishoudkunde aan de juridische faculteit van de Universiteit van Utrecht, en bleef hier in dienst tot 1860.
Hij werd in 1836 lid van het toenmalige Kon. Ned. Instituut van Wetenschappen en als zodanig herdacht in het Jaarboek van de Kon. Akademie van 1861 als 'de eerste invloedrijke leeraar hier te lande eener echt-liberale Staathuishoudkunde'.
In 1835 schreef hij over de graanwetten en bij de rectoraatsoverdracht in 1841 sprak hij over Adam Smith, welke rede vertaald werd opgenomen in Sloets Tijdschrift (P. j) van 1843. Hij werd in 1858 voorzitter van een Staatscommissie tot hervorming van de Nederlandse statistiek. Hij was vele jaren ziek en heeft daardoor minder gepubliceerd dan hij waarschijnlijk zelf had gehoopt.

## Publicaties
- 1826. Bibliothèque du jurisconsulte et du publiciste. Met J.M.F. Birnbaum, J.F. de Coster, P.J. Destriveaux, J.G.J. Ernst, A.N.J. Ernst, A.C. Holtius, L.A. Warnkoenig en R. Winssinger. Professoren van de Universiteit van Luik en leuven. Luik : Lemarié.
- 1835. Bedenkingen over de korenwetten. Utrecht : N. van der Monde
- 1839. Iets over het ontwerp eener zoogenaamde giro- of handelsbank, bij gelegenheid der recensiën van het werk van den heer W.C. Mees: Proeve eener geschiedenis van het bankwezen in Nederland, gedurende den tijd der Republiek. Rotterdam : Messchert.
- 1840. Verhaal eener reize in Rusland gedaan in het jaar 1835. Groningen : Van Boekeren
- 1843. Nederlands financiën : nationale schuld. 2 delen. Amsterdam : Johannes Müller
- 1845. Nederlands muntwezen : inwisseling der oude munten voor papier. Utrecht : Van der Post.
- 1861. Mouvement des idées économiques : progrès des réformes : état de la question coloniale et de l'esclavage en Hollande : communucations faites dans la réunion de la Société d'Economie Politique à Paris le 5 novembre 1860. Utrecht : T. De Bruyn